# Bisdom Trier
Het bisdom Trier (Duits: Bistum Trier; Latijn: Dioecesis Trevirensis), is een rooms-katholiek bisdom in de kerkprovincie Keulen, wat ligt in het westen van Duitsland, in de deelstaat Rijnland-Palts.

## Geschiedenis
Het bisdom Trier bestaat al sinds de tweede helft van de 3e eeuw en ontstond uit de Romeinse provincie Belgica Prima. In de 8e eeuw werd het verheven tot aartsbisdom, wat het zou blijven tot 1801. Zie aartsbisdom Trier.
Het bisdom Trier werd op 29 november 1801 heropgericht. Het is het grootste suffragane bisdom van de kerkprovincie Keulen.

## Lijst van bisschoppen van Trier
- 17-07-1802 - 09-10-1816: Charles Mannay
- 03-05-1824 - 11-11-1836: Josef von Hommer
- 22-07-1842 - 07-01-1864: Wilhelm Arnoldi
- 27-03-1865 - 03-05-1867: Leopold Pelldram
- 20-09-1867 - 30-05-1876: Matthias Eberhard
- 12-08-1881 - 04-12-1921: Michael Felix Korum
- 12-03-1922 - 20-12-1951: Franz Rudolf Bornewasser
- 20-12-1951 - 19-11-1966: Matthias Wehr
- 25-04-1967 - 05-09-1980: Bernhard Stein
- 24-02-1981 - 15-01-2001: Hermann Josef Spital
- 20-12-2001 - 30-11-2007: Reinhard Marx
- 08-04-2009 - heden: Stephan Ackermann

## Bekende kerkgebouwen
- De Dom van Trier
- De Onze-Lieve-Vrouwekerk in Trier